# 부부젤라

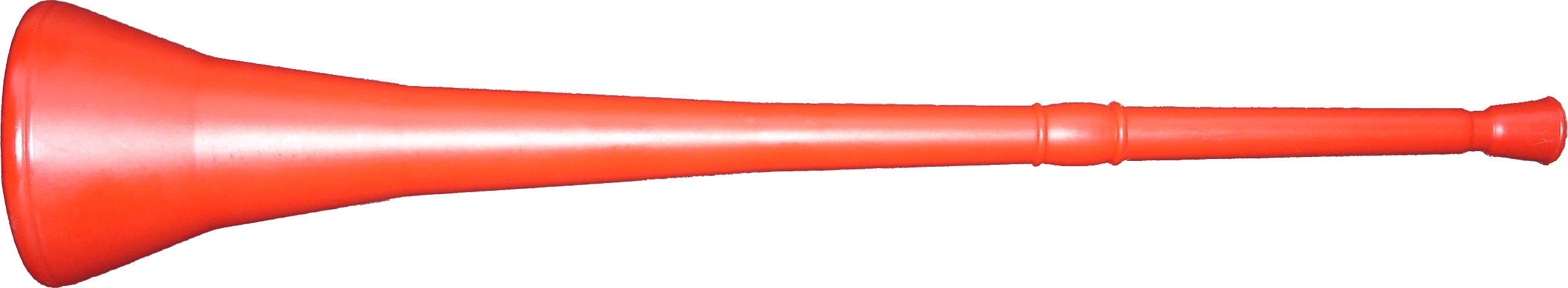
플라스틱제 부부젤라

부부젤라(vuvuzela)는 남아프리카 공화국에서 축구 경기의 응원 도구로 사용되는 나팔 모양의 악기이다. 츠와나어로 레파타타(lepatata)라고도 불린다. 길이는 60 cm에서 120 cm 정도로, 120dB 전후의 큰 소리를 발생시키는 것이 특징이다. 이는 나이트 클럽이나 항공기의 이륙 소음과 비슷하며. 사격장 소음(115), 기차소리(110), 전기톱 소음(100), 잔디깎는 기계(90)보다도 시끄러운 수준이다.

## 역사

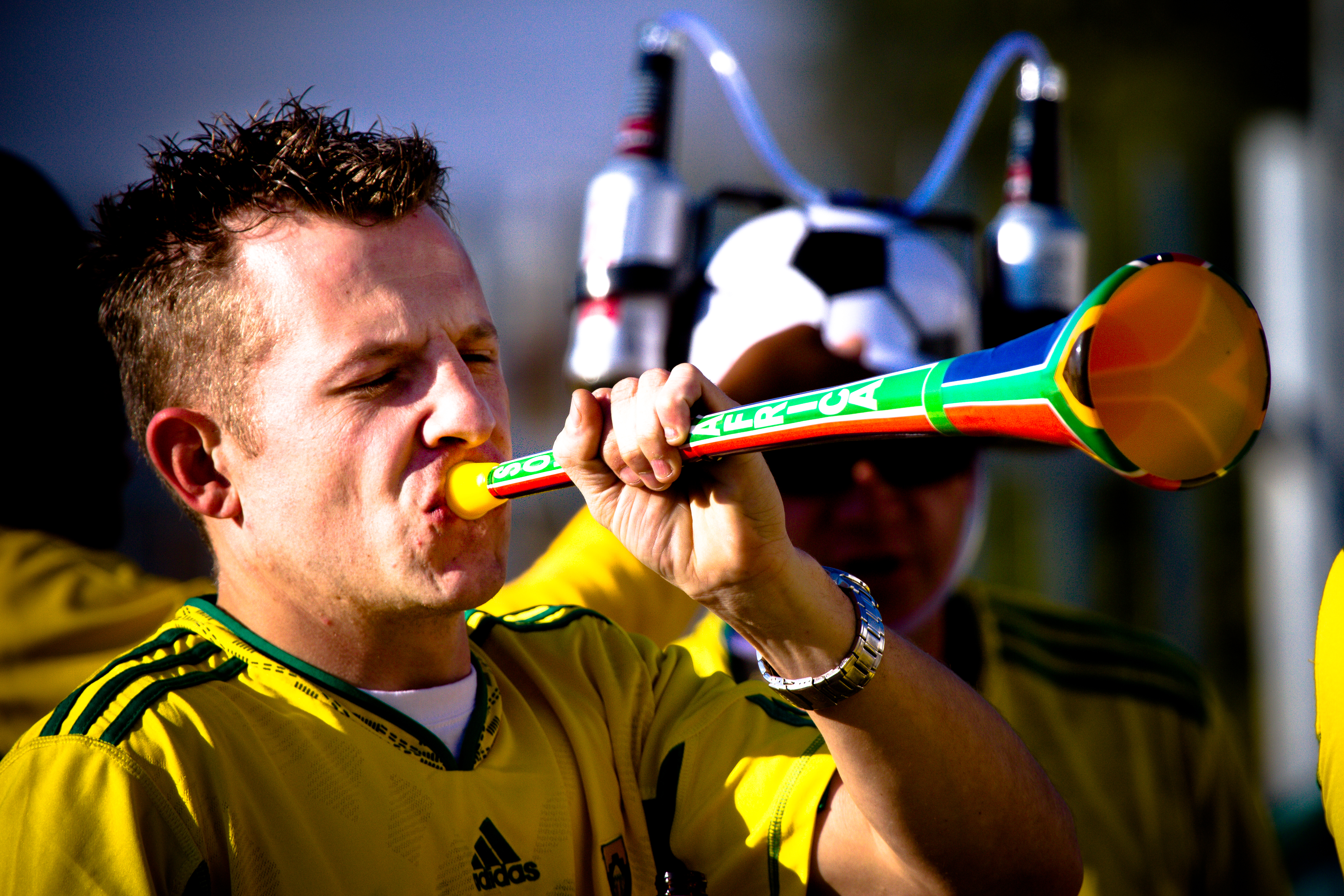
부부젤라를 부는 축구 팬.

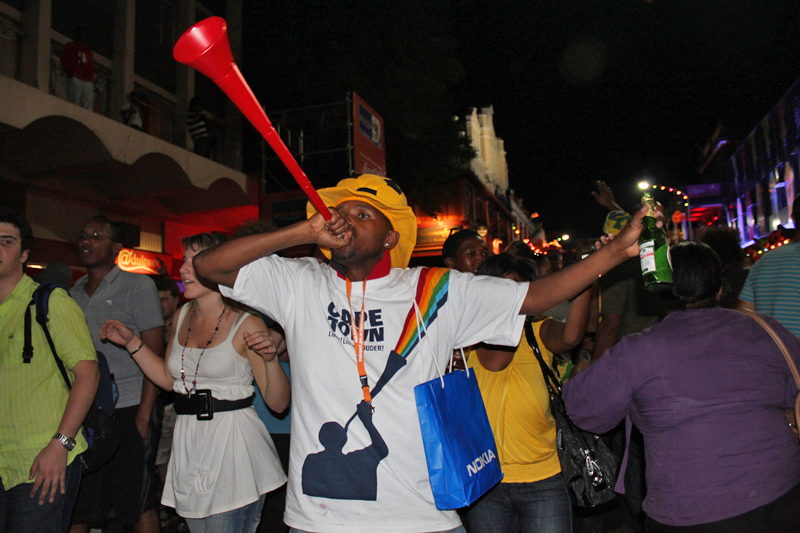
부부젤라를 부는 축구 팬.

부부젤라(vuvuzela)가 어디서 유래한 단어인지에는 논란이 있다. 줄루어로 "시끄러운 부부 소리를 만든다."라는 말에서 유래했을 가능성이 있다(이는 부부젤라를 불 때 마치 부~~ 비슷한 음이 나오기 때문이다). 혹은 소나기를 뜻하는 비속어에서 유래한 말일 수도 있다.
부부젤라가 쿠두(kudu)의 뿔로 만든 아프리카 전통 악기를 기반으로 만들어졌다는 주장이 있으나, 논란이 있다. 1965년 경 카이저 치프스 FC의 팬인 프레디 사담 마케(Freddie Saddam Maake)가 알루미늄제 부부젤라를 만든 것으로 알려져 있다. 그는 자전거 벨에서 검정 고무를 제거, 입으로 불기 좋게 만들었다. 이후 마케는 자신이 만든 부부젤라가 너무 짧다고 생각하여 파이프를 연결하여 길게 만들었다. 마케는 1970년~1980년대 남아프리카 공화국에서의 축구경기, 1992년과 1996년 국제 축구 경기, 1998년 프랑스 월드컵에서 알루미늄 부부젤라를 들고 있는 사진을 갖고 있다. 2001년 남아프리카 공화국 기업 매슨시든 스포츠(Masincedane Sport)가 플라스틱 부부젤라를 대량 생산하면서 폭발적으로 보급되기 시작하였다. 마케는 알루미늄제 부부젤라가 위험한 무기로 사용될 수 있다는 이유로 반입이 금지되었기 때문에 플라스틱제 부부젤라를 대량 생산하게 되었다고 밝혔다.

## 국제대회와 부부젤라

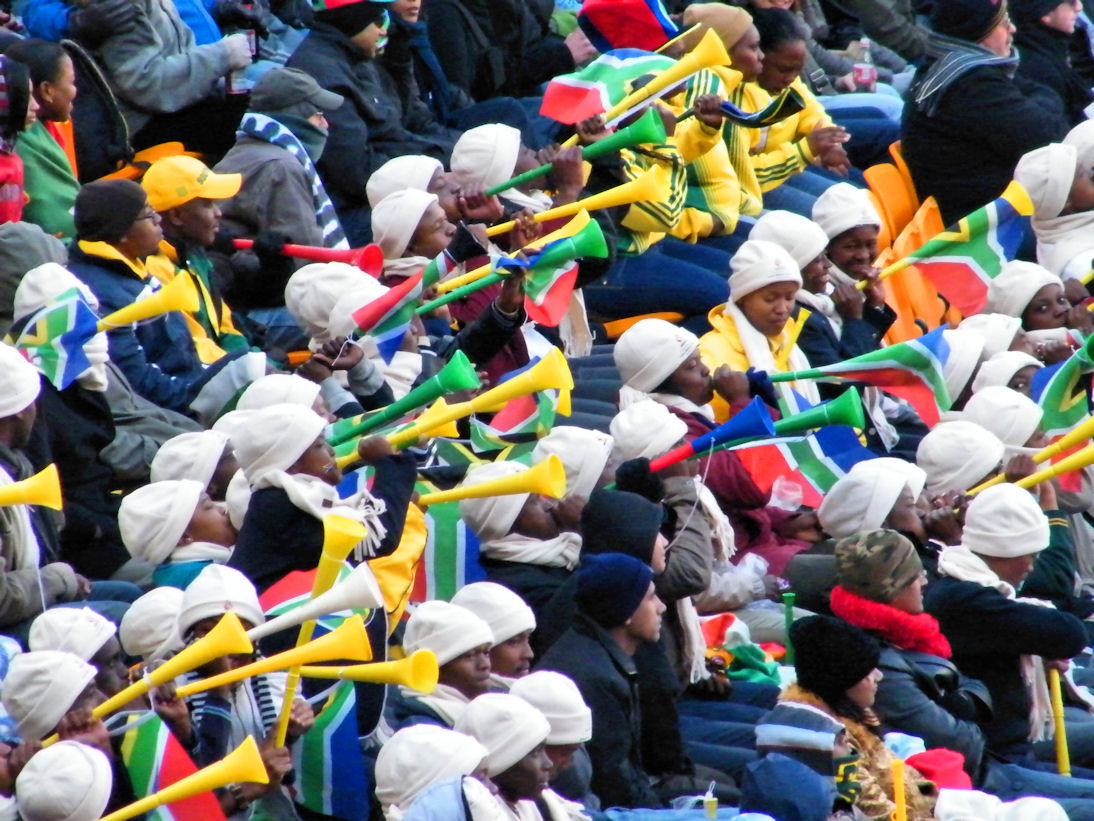
2010년 FIFA 월드컵에서 부부젤라를 부는 관중들.

부부젤라는 2010년 FIFA 월드컵을 계기로 전 세계에 널리 알려졌으나, 그 독특한 시끄러운 소리로 불만의 대상이 되었다. 경기 시작부터 끝까지 울리는 부부젤라 소리에 불쾌감을 호소하는 사람들이 많았다. 일부 선수들은 심판의 호각 소리가 들리지 않는다거나, 경기에 집중할 수 없다는 이유로 사용금지를 요청하기도 했다.
국제 축구 연맹(FIFA)은 월드컵 개막 전 부부젤라의 경기장 반입을 허용하느냐 마냐에 대해 고민했으나 결국 "부부젤라를 아프리카의 전통으로 인정한다. 사용을 막을 이유가 없다."라고 밝혔다. 월드컵 조직위원회와 남아프리카 공화국 정부는 참가국 국가 연주가 나올 때에는 부부젤라를 불지 말 것을 축구하는 금지내용을 발표하기도 했다.
2012년 런던 하계올림픽 조직위원회는 올림픽 대회 기간 동안 부부젤라의 사용을 금지할 것이라고 밝혔다.

## 같이 보기
- 래칫 (악기)
- 막대풍선